# Javier Rentero
Javier Rentero Barberá (Madrid, 16 de marzo de 2001) es un futbolista español que juega como defensa en el AD Alcorcón  de la Primera RFEF.

## Trayectoria
Formado en las categorías inferiores del CD Leganés, debuta con el filial en Tercera División el 15 de noviembre de 2020 al partir como titular en una victoria por 3-1 frente a la AD Parla. Su primer gol con el filial llega el 3 de febrero de 2021 en una victoria por 0-1 frente a la AD Alcorcón "B".
Logra debutar con el primer equipo el 29 de mayo de 2022, jugando el trance final del encuentro en un empate por 2-2 frente a la UD Almería en Segunda División.

## Clubes
Actualizado al último partido disputado el 29 de mayo de 2022.
| Club           | País   | Año       | Partidos | Goles |
| -------------- | ------ | --------- | -------- | ----- |
| CD Leganés "B" | España | 2020-act. | 49       | 2     |
| CD Leganés     | España | 2022-act. | 1        | 0     |